# 福岡国際マラソン

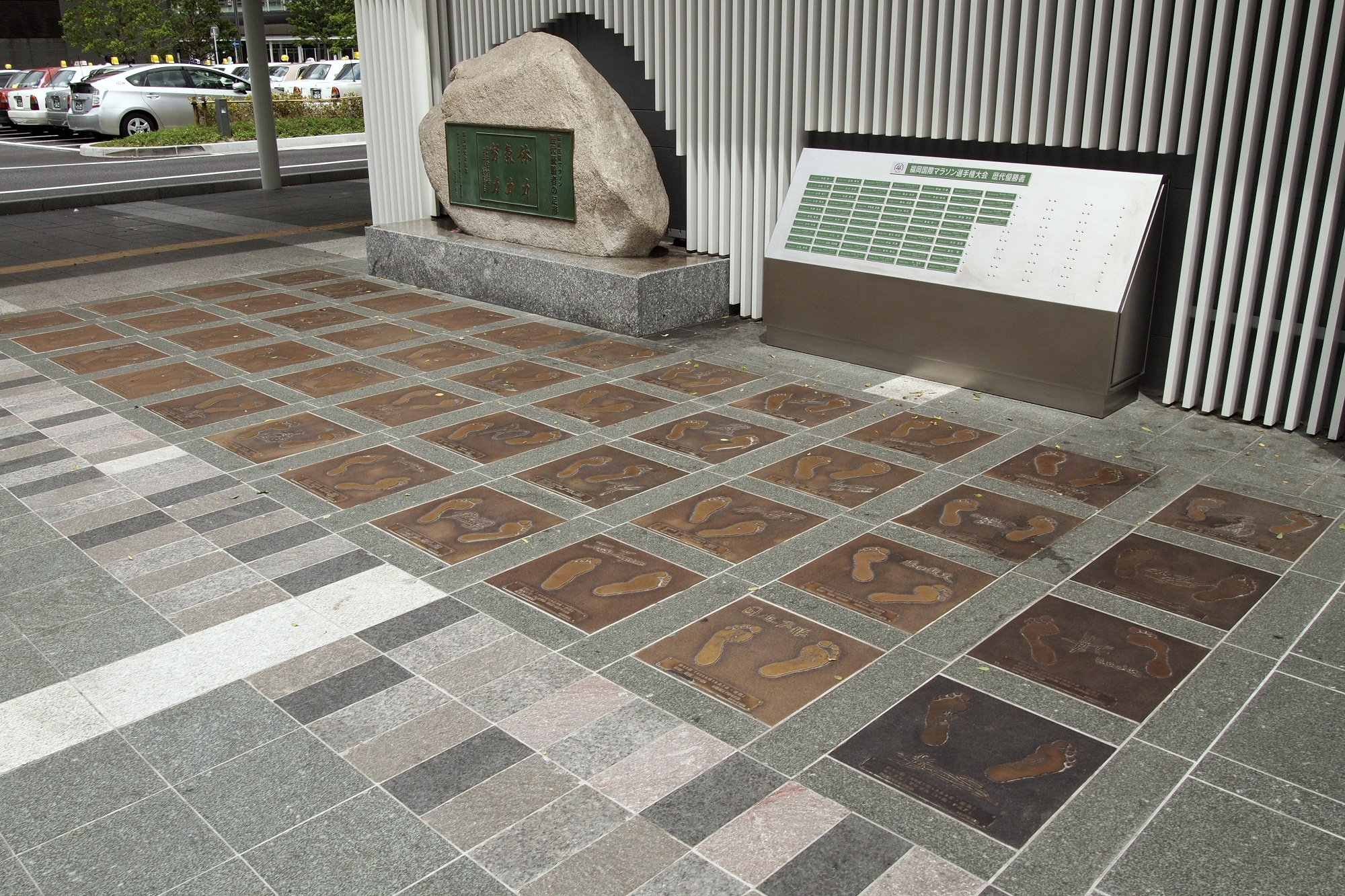
博多駅前のモニュメント

福岡国際マラソン（ふくおかこくさいマラソン）は、1947年から開催されているワールドアスレティックス（世界陸連）公認の男子フルマラソン大会である。世界陸連からは、「ゴールドラベル大会」（2021年は「エリートラベル」）にも認定された。
大会の正式名称と開催地が数回変更されているが、第13回（1959年）以降は福岡県福岡市内で開催（開催地の変遷については後述）。第9回（1955年）から第19回（1965年）までの大会は『朝日国際マラソン』、第20回（1966年）から第27回（1973年）までの大会は『国際マラソン選手権大会』、第28回（1974年）以降の大会は『福岡国際マラソン選手権大会』として開催されていた。また、第21回（1967年）以降の大会では、開催日は12月の第1日曜日 に固定されていた。
1960年代と1980年代のレースでは、男子フルマラソンの世界最高記録が2回誕生している。当時は、世界屈指の高速コースに世界トップクラスのランナーが集うハイレベルのエリートマラソン大会として、「非公式の世界選手権大会」とも呼ばれていた。2020年10月には世界陸連から「陸上世界遺産（Heritage Plaque）」に認定されている。
2021年12月5日に開催の第75回大会で終了。終了の時点では、平和台陸上競技場（福岡市中央区）にスタート・ゴール地点、福岡市東区香椎に折り返し地点、福岡市西南部を周回するルートで42.195 kmのコースを設定していた。これに対して、終了時点での主催団体だった日本陸上競技連盟・福岡県・一般財団法人福岡陸上競技協会は、上記のコースを活用しながら運営体制を一新した後継大会（正式名称は前身大会の略称でもあった『福岡国際マラソン』）を2022年から12月の第1日曜日に開催している。このような事情から、本ページでは便宜上、2021年までの大会を「第1期」、2022年以降の大会を「第2期」として区別する。
なお、開催地の福岡市内にある博多駅前の博多口広場には、歴代優勝者の足型とサイン入りのプレートが埋め込まれている。

## 大会の概要と変遷

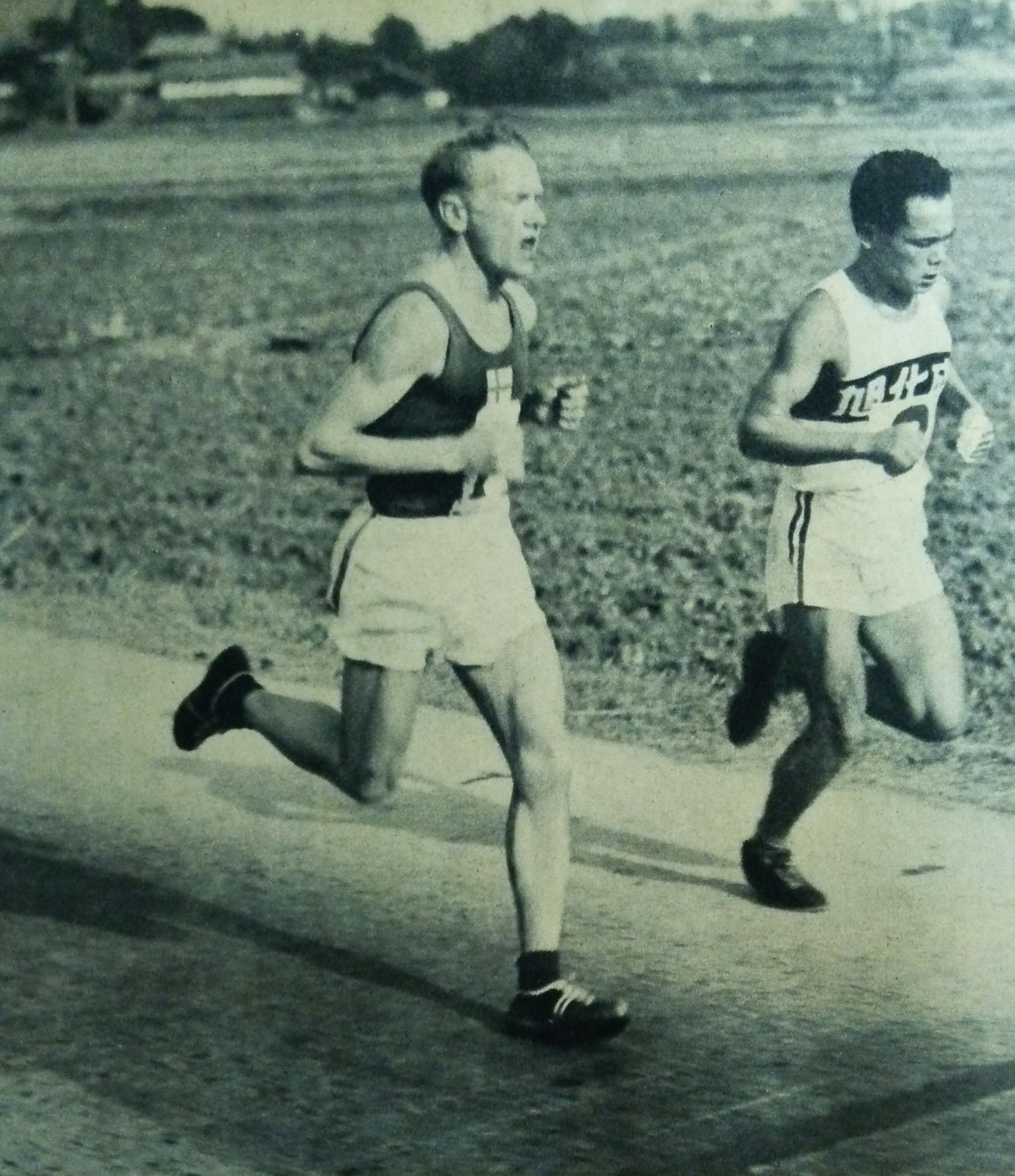
第9回大会の廣島庫夫（1955年）

### 概要

#### 第1期（1947 - 2021年）
日本で「マラソンの父」と言われた金栗四三の功績を称える目的で、『金栗賞朝日マラソン』として、1947年に金栗の出身地である熊本県で第1回大会を開催。以下に記す大会の通算回数も、この年の『第1回金栗賞朝日マラソン』から起算している。
1954年の『第8回朝日国際マラソン』は、外国籍のランナーを招待したことによって、日本国内では初めての国際マラソン大会として神奈川県内（鎌倉市と横浜市戸塚区にまたがるコース）で開催された。
大会の通算回数については、1955年から1989年まで、『第1回国際マラソン選手権大会』を基準に置いていた。1990年以降の大会では、大会の長い歴史と伝統を前面に押し出すべく、『第1回金栗賞朝日マラソン』からの通算回数に変更している。このような事情から、1989年の大会は「第24回福岡国際マラソン選手権大会」、翌1990年の大会は「第44回福岡国際マラソン選手権大会」として開催された。
男子マラソンの日本選手権対象レースの1つで、東京マラソン（1981年から2006年までは東京国際マラソン）とびわ湖毎日マラソン（2021年まで2月上旬の日曜日に開催）との持ち回り方式で、3年おきに「日本選手権」として開催。 日本人の男子マラソンランナーからは、上記2大会や北海道マラソン・別府大分毎日マラソンと共に、大規模な国際大会（オリンピック、世界選手権、アジア競技大会など）の代表決定戦として重視されてきた。
もっとも、世界のマラソン大会の潮流は、本大会のような「エリートマラソン」（参加への条件として主催団体が「標準記録」を設定しているエリートランナー主体の大会）からボストンマラソン・ロンドンマラソン・ニューヨークシティマラソンのような「大都市型マラソン」（大都市の都心部に設けられたコースをエリートランナーと市民ランナーが一緒に走る大会）へ徐々に移行。日本でも、2007年からびわ湖毎日マラソン直後（2月中旬 - 3月上旬）の日曜日に開催されている東京マラソン（優勝者・上位入賞者に対する高額の賞金や本大会に比べて起伏の少ない高速コースを設定している「大都市型マラソン」）に、広告効果を重視するスポンサーや記録を重視するエリートランナーが集まる傾向が年々強まっている。
さらに、1987年以降からは本大会の約1か月後（翌年の1月1日）にニューイヤー駅伝としてリニューアルした全日本実業団対抗駅伝競走大会が組まれていることから、日本の実業団チームに所属するトップレベルのエリートランナーが本大会より（テレビで全国中継され、かつレースの総距離が長いことから所属先の企業にとって高い広告効果を見込める）ニューイヤー駅伝 への参加を往々にして優先。このような事情で実力や知名度の高い選手が本大会へ集まりにくくなった結果、本大会は運営面で財政難に陥った。主催団体の日本陸上競技連盟（日本陸連）・朝日新聞社・九州朝日放送・テレビ朝日も本大会を「大都市型マラソン」に転換することを一時模索したが、「数万人のランナーを受け入れられる規模のマラソン大会を福岡市内で開催することは難しい」との結論に至ったことから、本大会を終了することを2021年3月26日に発表。同年12月5日開催の第75回大会で幕を閉じた。
なお、びわ湖毎日マラソンも本大会に先んじて、2021年2月28日開催の第76回大会で終了。2022年以降は大阪マラソン（2011年から原則として年に1回開催されている「大都市型マラソン」）に設けられている「男子フルマラソンの部」と統合された ため、本大会の終了に伴って、日本国内における男子の「エリートマラソン」は、東京マラソンと大阪マラソンの「男子フルマラソンの部」（2022年のみ「第10回大阪マラソン・第77回びわ湖毎日マラソン統合大会」という名称で開催）に事実上集約された。本大会も福岡マラソン（2014年から原則として年に1回11月に開催されている「大都市型マラソン」）に統合することも検討されたが、コースのほとんどが海に面している、風などの気象条件が整いづらく、折り返しではなく福岡市から糸島市のワンウェーであることなどの理由から統合は見送られた（尚、KBCは本大会と福岡マラソン両方の運営及び中継制作を担当している為、統合されたとしても中継への影響や支障は殆どない。）。

#### 第2期（2022年以降）
日本陸連・福岡県・福岡県陸上競技協会（福岡陸協）では、前述した「第1期」で培われた大会の価値と歴史を残す方策を模索。福岡県を中心に協賛企業を積極的に募ったところ、新たな運営体制を構築できる目途が立ったことから、「エリートレベル」の男子選手が100名程度参加できる後継大会を2022年から12月の第1日曜日に福岡市内で開催することを同年3月14日に発表した。問題視されていた開催時期については地元から12月開催の継続を望む声が出ていたため変更されることはなかった。
新たな運営体制の下で最初に開催された2022年の大会（正式名称は「福岡国際マラソン2022」）では、前述した第75回大会のコースを継承するとともに、九州朝日放送が「放送主管団体」としてテレビ中継の制作を引き続き担当。木下グループが特別協賛団体として大会の運営に関与するほか、テレビ中継については、テレビ朝日系列の全24局を通じて放送される。ただし、「第1期」で実施されていたNRN向けのラジオ中継については、地元局の九州朝日放送やNRN幹事局（ニッポン放送・文化放送）が制作を見合わせている。
また、福岡県が担う大会関連の公共事業を、日本政府が地方創生応援税制（企業版ふるさと納税制度）の対象事業へ認定。同県では、この制度の規定に沿って、1回あたり10万円以上の寄付金を県外の民間企業から募っている。
2022年5月には、前年（2021年）までの福岡国際マラソン選手権大会に続いて、ワールドアスレチックスが「福岡国際マラソン2022」を「エリートラベル」の大会に認定。2022年7月には、日本陸連からジャパンマラソンチャンピオンシップへの出場権獲得対象大会（JMCシリーズ第2期）の最上位カテゴリー（グレード1）へ指定されるとともに、翌2023年7月にブダペスト（ハンガリー）で開かれる世界陸上および、同年9月に杭州（中華人民共和国）で開かれるアジア競技大会男子マラソンの日本代表選手選考競技会を兼ねることが決まった。
その一方で、2022年10月には、金栗の出身地である熊本県玉名市が「金栗四三賞」を大会事務局に贈呈した。大会事務局では、この贈呈を受けて、日本人トップの記録で完走した選手を対象に「金栗四三賞」を授与することを決定。受賞者には、「金栗が足袋を履いてオリンピックのマラソン競技に挑んだ」とのエピソードを踏まえて、青年期の金栗をかたどったトロフィーや足袋形のランニングシューズを贈っている。
「福岡国際マラソン2022」の開催日は12月4日で、日本陸連からJMCシリーズ第2期の「グレード1」へ同時に指定された防府読売マラソン（男子単独レースで前年までは12月の第3日曜日に開催）と重複している。ただし、第2期の大会（「福岡国際マラソン」）ではスタート時間を前身大会と同じ12:10に設定しているのに対して、防府読売マラソンでは2022年からスタート時間を午前中（10:40）に繰り上げている。このような事情から、第1期の大会と防府読売マラソンのテレビ中継を放送していた（テレビ朝日系列とのクロスネット局を含む）日本テレビ系列局では、2022年から後者の中継を優先するようになった（詳細後述）。

### 開催地
最初に開催された年の早い順に記載。福岡市での開催が定着したのは『朝日国際マラソン』時代の第13回大会（1963年）から で、第1回から第12回（1958年）までの大会では開催地が毎年異なっていた。福岡市への定着後も、第17回（1963年）のみ、1964年東京オリンピック・マラソン競技のプレ大会として東京都内で実施されている。
- 熊本県：熊本市・当尾村（現在の松橋町）
  - 1947年（第1回、折り返し点を当尾村内に設定）[23]
- 香川県：高松市・栗熊村（現在の丸亀市）
  - 1948年（第2回、折り返し点を栗熊村内に設定）[24]
- 静岡県：静岡市・清水市（現在の静岡市清水区）
  - 1949年（第3回、折り返し点を清水市内の薩埵峠西口に設定）[25]
- 広島県広島市
  - 1950年（第4回）[26]
- 福岡県福岡市
  - 1951年（第5回、折り返し点を当時の前原町に設定）[27]
  - 1955年（第9回、折り返し点を当時の古賀町に設定）[28]
  - 1957年（第11回）[29]
  - 1959年（第13回、この大会から福岡市内のみで開催）[30] -  1962年（第16回）[31]
  - 1964年（第18回）[32] - 2021年（第75回、2022年以降は後継大会を開催）
- 山口県宇部市
  - 1952年（第6回）[33]
- 愛知県：名古屋市・小牧市
  - 1953年（第7回）[34]・1956年（第10回、いずれも折り返し点を小牧市内に設定）[35]
- 神奈川県：鎌倉市・横浜市戸塚区
  - 1954年（第8回、折り返し点を横浜市戸塚区内に設定）[5]
- 栃木県（宇都宮市・日光市）
  - 1958年（第12回、折り返し点を日光市内に設定）[36]
- 東京都（国立霞ヶ丘競技場陸上競技場と調布市飛田給の間を甲州街道経由で往復するコース）
  - 1963年（第17回、1964年東京オリンピックのマラソン競技コースを先行使用）[22]

### 福岡市内での開催が定着した1959年以降の変遷
『朝日国際マラソン』として開催された第11回（1959年）から、『福岡国際マラソン選手権』として開催された第38回（1984年）までの大会では、平和台陸上競技場～雁ノ巣折り返しのコースを使用していた（ルートは途中で数回変更）。第17回（1963年）大会のみ、「東京国際スポーツ大会」（1964年東京オリンピック・マラソン競技のプレ大会）の最終日（10月15日）に東京都内で開催。
- 1959年（第13回）

前年（1958年）の第12回大会（栃木県内で開催）までレース中に実施していた伴走車の走行を取りやめるとともに、報道関連の車両の走行も制限したため、報道陣はバスやトラックに同乗しての「合同取材」へ移行した。海外での大規模マラソン大会に倣った措置で、ランナーのコース取りの自由度が高まったことから、日本国内で開催される他の主要マラソン大会でも順次導入されている。
- 1966年（第20回）

この年から大会名を『国際マラソン選手権（Open Marathon Championship）』に変更。国際マラソン大会としては世界で唯一、選手権 (Championship) を名乗ることが世界陸上競技連盟（IAAF）に認められた。
改称のきっかけは、 この年の夏にブダペスト（ハンガリー）で開催されたIAAFの年次総会で、日本陸上競技連盟（日本陸連）の代表者が「世界マラソン選手権」の日本開催を提案したことにある。陸上中・短距離競技のオリンピアンで、IAAF会長（当時）の第6代エクセター侯爵（デヴィッド・バーリー）は、「陸上競技36種目のうち、マラソンだけの世界選手権を許すわけにはいかない」として提案を却下。しかし、「『事実上のマラソン世界一』を決める国際選手権」として開催することを条件に、IAAFが大会を後援することを総会で議決した。
- 1974年（第28回）

正式な大会名を『福岡国際マラソン選手権』に変更。世界の著名なマラソン大会で、開催地の地名を大会名に組み込む事例が相次いだことを踏まえた変更で、後援団体のIAAFも変更を認めた。
- 1985年（第39回）

雁ノ巣の折り返し点や、博多湾に面している関係で海風の影響を強く受けやすい海の中道付近の往復ルート（約12km）を廃止。海風を受けにくく高低差の少ない福岡市南西部の市街地を周回するコースに変更されたほか、折り返し点を和白丘へ移動させた。
- 1991年（第45回）

海風の影響をさらに減らすべく、海沿いのルートを短縮したほか、折り返し点を和白丘から香椎へ移動。高低差と急カーブの少ないコースに変更された。
- 2009年（第63回）

4年に1回の周期でオリンピック・世界選手権の日本代表を選考しない年と重なったことや、日本の実業団チームに所属する陸上男子長距離界のトップランナーに全日本実業団駅伝（1月1日開催）への出場を優先する傾向が強まったことなどから、国内招待選手を佐藤智之と尾方剛に限定。尾方が体調不良で欠場したことや、佐藤がレース早々に先頭集団から脱落したこともあって、大会史上初めて日本人選手から（8位までの）入賞者が出なかった。
- 2011年（第64回）

この年の大会から、IAAF（当時）による格付けで最高位（ゴールド）に昇格（日本国内のフルマラソン大会ではびわ湖毎日マラソン・東京マラソンに次いで3例目）。
- 2017年（第71回）・2018年（第72回）

2020年東京オリンピックのマラソン日本代表候補を決める「マラソングランドチャンピオンシップ」（通称:MGC）シリーズの対象レースに指定。
- 2019年（第73回）

2020年東京オリンピックマラソン日本代表選考の最終関門である「MGCファイナルチャレンジ」対象レースの1つとして開催。エルマハジューブ・ダザが2時間07分10秒で優勝した。
大会翌年の2020年夏に、ワールドアスレティックス（世界陸連：この年の11月11日にIAAFから改称）の独立監視機関「インテグリティー・ユニット」が、この大会でダザにドーピング違反があったことを認定。ダザに対して、同年5月4日から4年間にわたって競技会への出場資格を停止する処分や、同日以降の競技成績を公式記録から抹消する処分を確定した。本大会の事務局では、第73回大会におけるダザの優勝を取り消すことや、2位以下で完走した選手の順位を1つずつ繰り上げることを2021年5月11日付で発表。この措置に伴って、2時間09分36秒で2位に入っていた藤本拓 を改めて優勝者に認定した。
- 2020年（第74回）

「マラソン競技における事実上の世界選手権」と呼ばれた歴史や、円滑な大会運営が国際的に高く評価されていることを背景に、世界陸連から「世界陸上遺産（Heritage Plaque）」に認定された（日本国内の陸上競技大会からは箱根駅伝に次いで2例目） 。その一方で、日本国内で新型コロナウイルスへの感染者が急増している状況にありながら、下記の条件で第74回大会の開催に踏み切った。
開催に際しては、出場選手を前年（2019年の第73回大会）の約460人から約80人に制限。日本以外の国・地域からの選手・ペースメーカーの招聘や、スタート・ゴール地点である平和台陸上競技場への一般客の入場を見送ったほか、大会に参加しない市民にもコース沿道でのレース観戦の自粛を要請した。
- 2021年（第75回）

大会を主催する日本陸連・朝日新聞社・九州朝日放送・テレビ朝日が、第75回大会を機に本大会を終了することを3月26日に発表した。世界のマラソン大会の主流が「エリートマラソン」から「大都市型マラソン」へ移っていることや、「日本の男子フルマラソン界における強化・代表選考の場」として一定の役割を果たし終えたことなどを踏まえて、有力選手の招聘や財政などの面から今後の大会のあり方を協議したところ、「大会の運営を2022年以降も続けることは困難」との判断に至ったという。
新型コロナウイルス感染症の流行が完全に収束していない状況で、2024年パリオリンピックのマラソン日本代表候補を選ぶマラソングランドチャンピオンシップ対象レース（MGCチャレンジ）の先陣を切って開催することから、前年（第74回）に講じられた措置や要請を事実上継続。出場選手は（国内招待選手の10人を含む） 133人で、日本以外の国から選手やペースメーカーを招かないまま、大会の歴史に幕を閉じた。
- 2022年

前年（2021年）までの大会から「エリートマラソン」としての系譜やコースを踏襲しつつ、運営体制を一新した後継大会（名称は「福岡国際マラソン2022」）を12月4日（日曜日）に開催することを、日本陸連・福岡県・福岡陸上競技協会が連名で3月14日に発表。開催に際しては、日本国内における新型コロナウイルス感染症の流行状況が過去2年ほど深刻ではないことを背景に、日本以外の国・地域からの選手の招待を（前身大会から）2大会ぶりに再開した。
- 2023年

2024年パリオリンピックマラソン日本代表選考の最終関門である「MGCファイナルチャレンジ」対象レースの1つとして開催。この年の大会は、日本陸連がジャパンマラソングランドチャンピオンシップ（JMC）シリーズのレギュレーション改定に伴って新設した「グレードS」（2022年大会での「グレード1」を上回る最高グレード）対象のレースに認定されたほか、世界陸連から「ゴールドラベル」（2022年大会での「エリートラベル」より上位）の格付けを受けている。
レース中には、出場選手の違反行為などを監視する審判を乗せたタクシー（監察車）右前部のバンパーが、折り返し地点（32km手前）を通過したばかりの選手の左大腿部に接触。この接触によって、当該選手が転倒した。
当該選手は自力で立ち上がった末に完走したものの、レースの終了後に救急車で病院へ搬送されたところ、右肘の開放骨折で全治に3ヶ月を要することが判明した。その一方で、主催者はレースの修了後に、「この件については弁解の余地はない。同じようなことが起こらないよう、安心・安全な大会運営を行う」という謝罪のコメントを出している。
監察車を運転していたのは地元（福岡市内）のタクシー運転手で、管轄地域に折り返し地点が含まれる福岡県警察東警察署からの事情聴取に対して、「自身の不注意で事故を起こした」と供述。同署は2024年5月8日付で、この運転手を自動車運転処罰法違反（過失運転致傷）の疑いで書類送検に処している。

## 大会運営

### 第1期の終了（2021年大会）時点
- 主催：公益財団法人日本陸上競技連盟、朝日新聞社、テレビ朝日、九州朝日放送
- 後援：福岡県、福岡県教育委員会、福岡市、福岡市教育委員会、国土交通省福岡国道事務所、日刊スポーツ新聞社
- 主管：福岡陸上競技協会
- 支援：福岡県警察、陸上自衛隊第4師団福岡駐屯地
- 特別協賛：マイナビ
- 協賛：ホカ オネオネ（英語版）
- 協力：SUBARU、シチズン時計

#### 過去の協賛団体
- 日本IBM（1986年〜1995年）
- MET'S（1996年）
- DDIグループ（現：KDDI、1997年）
- トライグループ（1998年 - 2001年）
- 日清製粉グループ（ラジオのみ、2002年）
- 武田薬品工業（テレビのみ）・タマホーム（ラジオのみ、いずれも2007 - 2009年）
- アートネイチャー（テレビのみ）・ミヤリサン製薬（ラジオのみ、いずれも2010年）
- タマホーム（テレビのみ、2011年）[54]
- マイナビ（テレビ・ラジオ共通）、NEC（テレビのみ、いずれも2012 - 2017年）[55]
- マイナビ（テレビ・ラジオ共通、2018 - 2021年）

2002年から2006年までは協賛団体が付いていなかったが、TV中継放送では「年末ジャンボ宝くじスポーツスペシャル」として放送していた。

#### 過去の協力団体
大会車両
- マツダ（1986 - 1994年）
- 三菱自動車工業（1995 - 2001年）
- トヨタ自動車（2002 - 2016年）[注 4]
- SUBARU（2017 - 2021年）

公式時計
- セイコー（1985年まで）
- シチズン時計（1986 - 2021年）

競技用品
- アシックス（1957 - 1993年）
- NIKE（1995 - 2000年）

公式飲料
- 大塚製薬（1981 - 1991年）
- キリンビバレッジ（1992年）
- サントリー（1993 - 2000年）
- コカ・コーラ（2020年）

### 第2期の開始（2022年大会）時点
- 主催：公益財団法人日本陸上競技連盟（日本陸連）、福岡国際マラソン実行委員会（日本陸連、福岡県、一般財団法人福岡陸上競技協会、公益財団法人福岡県スポーツ推進基金）
- 後援：福岡県教育委員会、福岡市、福岡市教育委員会、国土交通省福岡国道事務所
- 主管：福岡陸上競技協会
- 放送主管：九州朝日放送
- 支援：陸上自衛隊第4師団・福岡駐屯地
- 特別協賛：木下グループ
- 協賛：内藤証券、九電工
- 協力：福岡トヨタグループ、シチズン時計

## 参加資格
日本陸上競技連盟登記登録男子競技者で、日本陸上競技連盟公認の大会で下記の標準記録を突破した大会当日満19歳以上の者。
Aグループ
1. マラソン2時間27分
2. 30kmロードレース1時間35分
3. ハーフマラソン1時間05分

※以上のほか日本陸上競技連盟が特に推薦する者
Bグループ
1. マラソン2時間35分
2. 30kmロードレース1時間45分
3. ハーフマラソン1時間10分

## コース
1991年以降のコース
平和台陸上競技場（Aグループ）/大濠公園（Bグループ）→大手門交差点（左折）→（明治通り）→小戸西交差点（左折）→（県道560号線）→青果市場入口交差点（左折）→（国道202号）→警固交差点（右折）→（県道31号線・大正通り）→薬院六ッ角交差点（右折）→（県道31号線・大正通り・高宮通り）→平尾交差点（左折）→（県道555号線・百年橋通り）
→美野島交差点（左折）→（こくてつ通り）→博多駅前4丁目交差点（右折）→（住吉通り）→博多駅前3丁目交差点（左折）→博多駅前→（県道43号線・大博通り）→築港本町交差点（右折）→（県道602号線・
那の津通り）→千鳥橋交差点（左折）→（国道3号）→御幸町バス停留所前で折り返し→（国道3号）→千鳥橋交差点（右折）→（那の津通り）→浜の町公園前交差点（左折）→平和台交差点（右折）→（明治通り）→大手門交差点（左折）→平和台陸上競技場

## 第1期歴代優勝者
-数字- は優勝回数、 太字 は世界記録、 太字 は日本記録、 太字 は大会記録（福岡市に固定後、いずれも当時）。
|    | 開催日         | 優勝者                                   | タイム         | 備考 |
| -- | -------------- | ---------------------------------------- | -------------- | --- |
| 1  | 1947年12月7日  | 和田敏一 (JPN)                           | 2時間45分45秒  | 熊本市で開催 |
| 2  | 1948年12月5日  | 山田三郎 (JPN)                           | 2時間37分25秒  | 高松市で開催 |
| 3  | 1949年12月4日  | 古賀新三 (JPN)                           | 2時間40分26秒  | 静岡市で開催 |
| 4  | 1950年12月10日 | 小柳舜治 (JPN)                           | 2時間30分47秒  | 広島市で開催 |
| 5  | 1951年12月9日  | 拝郷弘美 (JPN)                           | 2時間30分13秒  | 福岡市―前原町（当時）折り返しで開催 |
| 6  | 1952年12月7日  | 西田勝雄 (JPN)                           | 2時間27分59秒  | 宇部市で開催 |
| 7  | 1953年12月6日  | 濱村秀雄 (JPN)                           | 2時間27分26秒  | 名古屋市で開催 |
| 8  | 1954年12月5日  | レイナルド・ゴルノ (ARG)                 | 2時間24分55秒  | 日本国内のマラソン大会で初めて、外国籍の競技者を初めて招待。 鎌倉市―横浜市折り返しで開催。 |
| 9  | 1955年12月11日 | ヴェイッコ・カルボネン (FIN)             | 2時間23分16秒  | 大会名を 「朝日国際マラソン」に変更。 福岡市―古賀町（当時）折り返しで開催 |
| 10 | 1956年12月9日  | 山田敬蔵 (JPN)                           | 2時間25分15秒  | 名古屋市で開催。外国人選手参加なし |
| 11 | 1957年12月1日  | 廣島庫夫 (JPN)                           | 2時間21分40秒  | 福岡市（雁の巣折り返し）で開催 |
| 12 | 1958年12月7日  | 貞永信義 (JPN)                           | 2時間24分01秒  | 宇都宮市―日光市折り返しで開催 |
| 13 | 1959年11月8日  | 廣島庫夫 (JPN) -2-                       | 2時間29分34秒  | 福岡市（雁の巣折り返し）で開催。 この大会から、1963年を除いて開催地を福岡市に固定。 |
| 14 | 1960年12月4日  | バリー・マギー (NZL)                     | 2時間19分04秒  | |
| 15 | 1961年12月3日  | パベル・カントレク (CZE)                 | 2時間22分05秒  | 国際陸連（IAAF）のルール改正に沿って、この大会からコース上に給水所を設置。 |
| 16 | 1962年12月2日  | 寺沢徹 (JPN)                             | 2時間16分18秒4 | IAAFのルール改正によって、記録の表記を10分の1秒単位に変更。大会前まで日本最高記録を保持していた中尾隆行（2位）と、フルマラソン初挑戦の君原健二（3位）も、中尾の従来の記録を更新した。 |
| 17 | 1963年10月15日 | ジェフリー・ジュリアン (NZL)             | 2時間18分00秒6 | 1964年東京オリンピックのプレイベントとして、この大会のみ、オリンピックのマラソン競技と同じコース（東京都内）で開催。 |
| 18 | 1964年12月6日  | 寺沢徹 (JPN) -2-                         | 2時間14分48秒2 | この大会から、福岡市内で再び開催。前年（1963年）の別府大分毎日マラソンで2時間15分15秒8の世界最高記録（当時）を樹立しながら、46日前に開催の東京オリンピック・マラソン競技で15位に終わった寺沢が、2年前（1962年）の第16回大会で達成した日本最高記録を更新。 |
| 19 | 1965年10月10日 | 廣島日出国 (JPN)                         | 2時間18分35秒8 | 東京オリンピックの開会式を記念して、開会式からちょうど1年後に開催。 |
| 20 | 1966年11月27日 | マイク・ライアン (NZL)                   | 2時間14分04秒4 | 大会名を「国際マラソン選手権」に変更。 |
| 21 | 1967年12月3日  | デレク・クレイトン (AUS)                 | 2時間09分36秒4 | 世界の男子フルマラソン史上初めて、2時間10分を下回るタイムで完走。クレイトンと一時首位争いを展開していた佐々木精一郎が、当時の日本最高記録（2時間11分17秒）で2位に入った。 |
| 22 | 1968年12月8日  | ビル・アドコックス (GBR)                 | 2時間10分47秒8 | |
| 23 | 1969年12月7日  | ジェロム・ドレイトン (CAN)               | 2時間11分12秒8 | |
| 24 | 1970年12月6日  | 宇佐美彰朗 (JPN)                         | 2時間10分37秒8 | 日本人のフルマラソン選手では初めて、2時間10分台でゴール。この記録は、当時の世界歴代3位でもあった。 |
| 25 | 1971年12月5日  | フランク・ショーター (USA)               | 2時間12分50秒4 | |
| 26 | 1972年12月3日  | フランク・ショーター (USA) -2-           | 2時間10分30秒0 | |
| 27 | 1973年12月2日  | フランク・ショーター (USA) -3-           | 2時間11分45秒0 | |
| 28 | 1974年12月8日  | フランク・ショーター (USA) -4-           | 2時間11分31秒2 | 大会名を「福岡国際マラソン選手権」に変更。 |
| 29 | 1975年12月7日  | ジェロム・ドレイトン (CAN) -2-           | 2時間10分08秒4 | 前年（1974年）まで大会4連覇を達成していたショーターは欠場。 |
| 30 | 1976年12月5日  | ジェロム・ドレイトン (CAN) -3-           | 2時間12分35秒0 | |
| 31 | 1977年12月4日  | ビル・ロジャース (USA)                   | 2時間10分55秒3 | この年の世界最高記録で優勝。フルマラソン2回目の瀬古利彦が、大会初出場ながら、日本人最高の5位で入賞を果たした。 |
| 32 | 1978年12月3日  | 瀬古利彦 (JPN)                           | 2時間10分21秒0 | |
| 33 | 1979年12月2日  | 瀬古利彦 (JPN) -2-                       | 2時間10分35秒  | IAAFのルール改正に沿って、秒単位での記録表記を再開。 |
| 34 | 1980年12月7日  | 瀬古利彦 (JPN) -3-                       | 2時間09分45秒  | 宗猛が瀬古に4秒差の2位でゴール。世界のフルマラソン大会では初めて、2人のランナーが2時間10分台を切るタイムで完走した。 |
| 35 | 1981年12月6日  | ロバート・ド・キャステラ (AUS)           | 2時間08分18秒  | 大会終了の時点では、世界歴代2位の記録とみなされていた（詳細後述）。 |
| 36 | 1982年12月5日  | ポール・バリンジャー (NZL)               | 2時間10分15秒  | |
| 37 | 1983年12月4日  | 瀬古利彦 (JPN) -4-                       | 2時間08分52秒  | |
| 38 | 1984年12月2日  | 中山竹通 (JPN)                           | 2時間10分00秒  | 当時は無名ながら、2時間9分台に迫るゴールタイムで初優勝。 |
| 39 | 1985年12月1日  | 新宅雅也 (JPN)                           | 2時間09分51秒  | 海の中道区間を廃止する一方で、早良区・城南区を経由するルートを追加。折り返し点も和白丘へ移動させた。 |
| 40 | 1986年12月7日  | ジュマ・イカンガー (TZA)                 | 2時間10分06秒  | |
| 41 | 1987年12月6日  | 中山竹通 (JPN) -2-                       | 2時間08分18秒  | ソウルオリンピック・男子マラソンの日本代表選考会として開催された。日本陸連はこの大会の結果だけで3人の代表を一挙に決める「福岡一発勝負」の方針を立てていたが、出場を予定していた有力候補の瀬古が、左足腓骨の剥離骨折で大会の直前に突然欠場を表明。この大会では優勝の中山・総合2位の新宅雅也が代表に内定したものの、日本陸連は日本人3位（総合4位）の工藤一良への内定を見送ったうえで、翌1988年初頭の東京国際マラソン・びわ湖毎日マラソンの結果を3人目の代表選考で勘案する方針に転換した。実際には瀬古がびわ湖毎日マラソンでの優勝で代表に滑り込んだものの、ゴールタイムは2時間12分41秒で、工藤の記録（2時間11分36秒）を下回った。 |
| 42 | 1988年12月4日  | 渋谷俊浩 (JPN)                           | 2時間11分04秒  | この年のロッテルダムマラソンで2時間06分50秒の世界最高記録（当時）を樹立していたベライン・デンシモ（後述）が、前年の第41回大会に続いて出場。平和台陸上競技場の手前（ゴールまで約700m）から渋谷との間でデッドヒートを展開していたが、競技場のゲートに通じている左折コースを外れて直進した。競技役員の制止ですぐにコースへ戻ったものの、このミスが響いて、トラック内の残り100mで渋谷に振り切られた。 |
| 43 | 1989年12月3日  | マヌエル・マティアス (PRT)               | 2時間12分54秒  | スタート時点での気温が17.9℃、中間点で18℃（いずれも公式計測）という季節外れの高温に見舞われた。 |
| 44 | 1990年12月2日  | ベライン・デンシモ (ETH)                 | 2時間11分35秒  | |
| 45 | 1991年12月1日  | 森田修一 (JPN)                           | 2時間10分58秒  | この大会から、西区経由・香椎折り返しのルートを採用。 |
| 46 | 1992年12月6日  | テナ・ネゲレ (ETH)                       | 2時間09分04秒  | |
| 47 | 1993年12月5日  | ディオニシオ・セロン (MEX)               | 2時間08分51秒  | |
| 48 | 1994年12月4日  | ボアイ・アコナイ (TZA)                   | 2時間09分45秒  | |
| 49 | 1995年12月3日  | ルイス・アントニオ・ドスサントス (BRA)   | 2時間09分30秒  | |
| 50 | 1996年12月1日  | 李鳳柱 (KOR)                             | 2時間10分48秒  | |
| 51 | 1997年12月7日  | ジョサイア・チュグワネ (ZAF)             | 2時間07分28秒  | |
| 52 | 1998年12月6日  | ジャクソン・カビガ (KEN)                 | 2時間08分42秒  | |
| 53 | 1999年12月5日  | ゲザハン・アベラ (ETH)                   | 2時間07分54秒  | |
| 54 | 2000年12月3日  | 藤田敦史 (JPN)                           | 2時間06分51秒  | 3回目のフルマラソンでコースレコードを達成。前回大会王者で、この年のシドニーオリンピックでも優勝していたアベラを終盤で振り切った末の樹立。2023年現在も本大会の日本選手最高タイムとなっている。 |
| 55 | 2001年12月2日  | ゲザハン・アベラ (ETH) -2-               | 2時間09分25秒  | |
| 56 | 2002年12月1日  | ゲザハン・アベラ (ETH) -3-               | 2時間09分13秒  | |
| 57 | 2003年12月7日  | 国近友昭 (JPN)                           | 2時間07分52秒  | |
| 58 | 2004年12月5日  | 尾方剛 (JPN)                             | 2時間09分10秒  | |
| 59 | 2005年12月4日  | ドミトロ・バラノフスキー (UKR)           | 2時間08分29秒  | |
| 60 | 2006年12月3日  | ハイレ・ゲブレセラシェ (ETH)             | 2時間06分52秒  | |
| 61 | 2007年12月2日  | サムエル・ワンジル (KEN)                 | 2時間06分39秒  | |
| 62 | 2008年12月7日  | ツェガエ・ケベデ (ETH)                   | 2時間06分10秒  | |
| 63 | 2009年12月6日  | ツェガエ・ケベデ (ETH) -2-               | 2時間05分18秒  | 日本国内の男子マラソン大会で初めて、2時間05分台のタイムでゴール。 |
| 64 | 2010年12月5日  | ジャウアド・ガリブ (MAR)                 | 2時間08分24秒  | ペースメーカーとして5kmを15分10秒前後のペースで30kmまで先頭集団を率いる契約を主催者と結んでいたエリウド・キプタヌイ（ケニア）が、15kmから急に加速しながら独走。30kmを過ぎても棄権しなかったため、係員の制止を受ける事態に至った。 |
| 65 | 2011年12月4日  | ジョセファト・ダビリ (KEN)               | 2時間07分37秒  | |
| 66 | 2012年12月2日  | ジョセフ・ギタウ (KEN)                   | 2時間06分58秒  | |
| 67 | 2013年12月1日  | マーティン・マサシ (KEN)                 | 2時間07分16秒  | |
| 68 | 2014年12月7日  | パトリック・マカウ (KEN)                 | 2時間08分22秒  | |
| 69 | 2015年12月6日  | パトリック・マカウ (KEN) -2-             | 2時間08分18秒  | |
| 70 | 2016年12月4日  | イエマネ・ツェガエ (ETH)                 | 2時間08分48秒  | |
| 71 | 2017年12月3日  | ソンドレ・ノールスタッド・モーエン (NOR) | 2時間05分48秒  | |
| 72 | 2018年12月2日  | 服部勇馬 (JPN)                           | 2時間07分27秒  | 12月上旬の福岡開催が定着した第21回（1967年）以降の大会では初めて、スタート時点での気温が20度を超えた（公式には20.2℃を計測）。 |
| 73 | 2019年12月1日  | 藤本拓 (JPN)                             | 2時間09分36秒  | エルマハジューブ・ダザ（モロッコ）が2時間07分10秒で優勝したものの、世界陸連が2020年夏にダザのドーピング違反を認定。大会事務局では2021年5月11日に、ダザの優勝と記録を取り消すことを発表するとともに、2位の藤本を改めて優勝者に認定した。 |
| 74 | 2020年12月6日  | 吉田祐也 (JPN)                           | 2時間07分05秒  | 新型コロナウイルス感染拡大防止策の一環で、参加選手とペースメーカーを日本国内で活動している選手に限定。参加人数の上限も、100名にまで絞り込んだ。 |
| 75 | 2021年12月5日  | マイケル・ギザエ (KEN)                   | 2時間07分51秒  | 前回大会に続いて、参加選手とペースメーカーを日本国内で活動している選手に限定。優勝者のギザエは、福岡第一高等学校を経てスズキアスリートクラブへ所属していた。 |

## 第2期歴代優勝者
-数字- は優勝回数、 太字 は世界記録、 太字 は日本記録、 太字 は大会記録（福岡市に固定後、いずれも当時）。「金栗四三賞」は、日本人選手内の最高順位で完走した選手に授与。
|   | 開催日        | 優勝者                     | タイム        | 「金栗四三賞」受賞者 | 備考                                                           |
| - | ------------- | -------------------------- | ------------- | -------------------- | -------------------------------------------------------------- |
| 1 | 2022年12月4日 | マル・テフェリ (ISR)       | 2時間06分43秒 | 秋山清仁（7位）      | 第1期の2019年（第73回）大会以来、3年ぶりに海外招待選手が出場。 |
| 2 | 2023年12月3日 | マイケル・ギザエ (KEN) -2- | 2時間07分08秒 | 細谷恭平（4位）      |                                                                |
| 3 | 2024年12月1日 | 吉田祐也 (JPN) -2-         | 2時間05分16秒 |                      |                                                                |

## 世界記録
第1期の大会では、オーストラリアから出場した選手が世界記録（達成の時点で世界最高記録）を2度にわたって樹立している。
- 第21回（1967年）D.クレイトン　2:09:36.4
- 第35回（1981年）R.キャステラ　2:08:18.0

クレイトンは、第21回大会で海外のマラソン大会に初めて挑戦。当時のベストタイムが2時間18分台の無名選手であったにもかかわらず、「人類の壁」と呼ばれていたサブテン（2時間10分以内のゴールタイム）を世界で初めて達成したことによって、一躍名を馳せた。
キャステラの記録は、第35回大会の終了時点で「世界歴代2位」とされていた。大会の2か月前に開催されたニューヨークシティマラソンで、アルベルト・サラザール（アメリカ）が2:08:13というタイムで優勝していたことによる。この時点ではサラザールの記録が「世界記録」に認定されていたが、アメリカ陸上競技連盟がニューヨークシティーマラソンのコースを調査したところ、フルマラソンの部の距離が148m不足していたことが3年後（1984年12月）に判明。この結果を受けて、国際陸連ではサラザールの記録を抹消した。実際には同年10月にスティーブ・ジョーンズ（イギリス）が2:08:05の「世界記録」を樹立していたが、国際陸連では上記の抹消措置に伴って、キャステラの記録を「ジョーンズの前の世界最高記録」として公認している。

## テレビ・ラジオでの中継体制

### テレビ中継

#### 第1期
1959年（第13回）から1962年（第16回）までの大会と、1964年（第18回）から1991年（第45回）までの大会では、NHK福岡放送局が制作した中継をNHK総合テレビから全国に向けて放送していた。その一方で、テレビ朝日が日曜日の夕方に『ビッグスポーツ』（全国ネット向けのスポーツ中継番組）を編成した時期に、レースのダイジェスト映像を終了直後に同番組で放送していたことがあった。
テレビ朝日と地元系列局の九州朝日放送 (KBC) が大会の主催団体に名を連ね始めた1992年（第46回）以降の大会では、両局の共同制作による中継を、テレビ朝日系列のフルネット局（「第1期」の大会が終了した2021年の時点では全24局）に加えて福井放送・テレビ宮崎（いずれもクロスネット局）や山梨放送・四国放送・高知放送（日本テレビ系列局）でも放送。2012年の第65回大会までは、日本テレビ系列局の北日本放送でも中継の同時ネットを実施していた。なお、KBCが中継の制作へ関与したことを機に、平和台陸上競技場に近い福岡市中央区長浜のKBC本社に中継のターミナル（放送センター）が設けられている。

#### 第2期
『木下グループスポーツスペシャル』としてKBC本社内の放送センターを中心に全国向けの中継を続けているが、テイクシステムズ・KBC映像などの技術協力によるKBC単独の制作著作体制へ移行。テレビ朝日は放送主管団体から外れたものの、第1期に続いて移動中継車を派遣するなど、朝日放送テレビ・東日本放送・長野朝日放送・静岡朝日テレビ・名古屋テレビ放送・広島ホームテレビ・山口朝日放送・愛媛朝日テレビ・長崎文化放送・熊本朝日放送・大分朝日放送・鹿児島放送とともに「系列協力」扱いで制作に関与している。
なお、第2期の中継は「木下グループの冠スポンサー番組」として編成されている。ただし、第1期終了時点のネット局からクロスネット局（福井放送・テレビ宮崎）と日本テレビ系列局（山梨放送・四国放送・高知放送）が外れたことに伴って、テレビ朝日系列のフルネット局（全24局）でのみ放送。また、スポンサーセールスの担当局がテレビ朝日からKBCへ移行している。このような事情から、九州に本社を置く企業から数社がスポンサーに加わった一方で、地元のイベント（福岡クリスマスマーケット）のCMも全国向けに放送。KBCが第1期でNRN系列局向けに制作していたラジオ中継を取り止めたことを受けて、テレビ中継での実況やインタビュアーをKBCのアナウンサーだけで賄っているほか、2022年の大会ではミヤリサン製薬（ラジオ中継における最後の冠スポンサー）がテレビ中継の提供に移行していた。

#### 備考
- テレビ朝日とKBCの共同制作体制へ移行してからは、移動中継車を3台配備している。
- 2004年以前の中継では、伊藤国光や宗茂が解説を担当していた。
- 2005年以前に実況要員としてテレビ朝日から派遣されていたアナウンサーでは、森下桂吉（同局制作のマラソン中継へ当時頻繁に出演していたスポーツアナウンサー）がメイン実況を担当していたほか、角澤照治（当時は全日本大学駅伝のテレビ中継でメイン実況を担当）や進藤潤耶（当時は主にゴルフ・サッカー中継で実況を担当）も中継に携わっていた。2007年（第61回）大会では、前年（2006年の第60回大会）の中継スタッフから中山貴雄（1号車の実況担当）などが「アジア野球選手権」（第61回大会と同じ時期に開催）のテレビ中継に回っていたため、進藤と森下が実況担当に復帰している。
- 2017年（第71回）大会では、青山学院大学陸上競技部長距離ブロック監督の原晋がにゲスト解説者として出演[73] 。国内で開催される国際マラソン大会の中継に大学陸上部の現任監督が解説者として出演した事例は、テレビ・ラジオを通じてこの時の原が初めてで、本人は以降の大会でもテレビ中継の解説を担当。
- 2023年（第2期の第2回）大会は2024年夏季のパリオリンピック（パリ五輪）に向けた「マラソングランドチャンピオンシップ（MGC）ファイナルチャレンジ」の対象レースであったことから、大会の1ヶ月半前（10月15日）に東京都内で実施されたMGCで3位の大迫傑が「ゲスト解説者」としてテレビ中継に出演した。
  - パリ五輪の男子マラソン競技では、日本代表が3人分の出場枠を得ていたため、日本陸連ではMGCで2位までに入った選手の出場を内定する方針を打ち出していた。この方針はMGCで3位の大迫に当てはまらなかったため、本人は2024年大会の中継へ出演した時点で、この大会への出場選手との間で「残り1人分のパリ五輪出場枠」を争う立場にあった[74]。実際には、この大会以降の「MGCファイナルチャレンジ」3レース（他の対象レースは大阪マラソン・東京マラソンの2024年大会）でゴールタイムが2時間5分50秒（パリ五輪出場権獲得内定への要件）以内の選手がいなかったため、大迫の出場が内定している[75]。

### ラジオ中継
- 1957年の第11回から、地元のラジオ・テレビ兼営局[注 10] の1つである九州朝日放送 (KBC) がラジオでの中継を開始。1991年の第45回までは、NHK福岡放送局制作・ラジオ第1での放送と、KBC制作・NRN一部系列局での放送が両方存在していた。また、1977年までは、KBCと同じラジオ・テレビ兼営局のRKBラジオでも放送されていて、福岡県においては3局で中継されていた[76][77]。
- テレビ朝日とKBCが主催社に名を連ね始めた1992年（第46回）以降は、NHKがラジオ中継からも撤退したため、KBCの制作による冠スポンサー番組として民放ラジオ局での中継に一本化。2010年までは、NRN基幹局の1つであるニッポン放送の協力を受けながら、（JRNとのクロスネット局を含む）NRN加盟34局で全国向けに放送されていた。
  - 中継車はKBCから2台を配備。レースの実況については、平和台陸上競技場と中継車を九州朝日放送、折り返し地点をニッポン放送のアナウンサーが担当していた。NRN全国中継時代（2000年代後半まで）は、平和台陸上競技場のスタート・ゴール実況をニッポン放送のアナウンサー、ロードでのレース実況を九州朝日放送のアナウンサーが分担。
  - NRN全国中継時代のNRN加盟局では、ニッポン放送の放送対象地域である関東広域圏で茨城放送・栃木放送が中継の同時ネットを見送る一方で、近畿広域圏ではABCに加えてKBS京都（テレビとの兼営局）と和歌山放送でも同時ネットを実施していた。
- 北海道ではNRNシングルネット局のSTVラジオ、近畿広域圏ではラジオ・テレビ兼営体制時代の朝日放送（ABC）を経て2018年からABCラジオで放送している。
  - ABCラジオはJRNとのクロスネット局[注 11] で、2018年3月31日までテレビとの兼営体制の下で運営された後に、朝日放送グループホールディングスの持株会社化（翌4月1日）によってABCテレビとの分社体制へ移行した。移行後もABCテレビがテレビ朝日系列における準基幹局の役割を担っていることから、ABCではテレビ・ラジオの双方で中継の同時ネットを実施していた。
- 2011年からは、冠スポンサーの有無に関係なく、非NRN番組扱いで五大都市圏のNRN加盟局（KBC・ニッポン放送・STV・東海ラジオ・ABC）と信越放送[注 12]（長野県）による6局ネットに縮小。ただし、2014年からは日本国内でネット局のない地域でもradikoプレミアム経由で中継の音声を聴取できるようになったため、放送センターからの実況では「KBCの制作で全国の皆さんにお送りしています」というフレーズをCMの前に入れている。かつてはNRN専用の音声回線を使用していたため[注 13]、ニッポン放送には音声をステレオ音質、それ以外のネット局にはモノラル音質で配信していた[注 14]。
- 「第2期」（2022年以降の大会）では、放送主管団体のKBCがラジオ中継の制作を見合わせている。このため、ラジオ中継は「第1期」最後の大会（2021年）で事実上終了。「第1期」終盤の冠スポンサーだったミヤリサン製薬は、「第2期」からテレビ中継の提供に移行した。
  - KBCとラジオ中継のネット局は、「第2期」からレースの時間帯にレギュラー番組を放送している。ただし、KBCでは『KBC Sunday Music Hour』（北部九州ローカル向けの生放送番組）内でレースの速報を随時伝えることで対応。

## 参考図書
- 福岡国際マラソン選手権大会50年史編集委員会 『福岡国際マラソン選手権大会50年史』 朝日新聞社 1997